# Buzza Hill Dolmen
Der Buzza Hill Dolmen liegt auf dem namengebenden Hügel über dem Ort Hugh Town, westlich des St Mary’s Hospital auf St Mary’s, einer Insel der Scilly-Inseln vor der Küste von Cornwall in England.
Auf den Inseln sind über 80 Eingangsgräber registriert, die sich im Erhaltungsgrad stark unterscheiden. Die meisten stammen aus der späten Jungsteinzeit (etwa 2500 v. Chr.) und wurden bis etwa 700 v. Chr. genutzt.
Die kleine Kammer auf dem Buzza Hill scheint keinen Zugang gehabt zu haben. Es ist möglich, dass die Überreste von einer Steinkiste stammen. Der Deckstein und einige Tragsteine scheinen sich in situ zu befinden. Ein großer Stein am nordöstlichen Ende war wohl der Endstein.
Bei der Ausgrabung Mitte des 18. Jahrhunderts wurde nichts gefunden.
Nordöstlich von Hugh Town steht der „Mount Flagon Menhir“, der mit 2,8 m höchste Menhir der Scilly-Inseln.